# 南光州站 (廢站)
南光州站（：／ Namgwangju yeok */?）曾經为韩国铁路庆全线及光州线上的一座鐵路站，位于光州广域市东区鹤洞的台南大路邊，已于2000年废止。光州都市鐵道1號線於附近設有同名地鐵站。

## 历史
- 1930年12月25日，落成使用，车站名称为新光州站。
- 1938年4月1日，改称为南光州站。
- 2000年8月10日，停止使用。